# Élections générales espagnoles de 1979 dans la Communauté valencienne
Les élections générales espagnoles de 1979 se sont tenues le 1er mars 1979.